# Éditions Gallimard
Éditions Gallimard är ett franskt bokförlag, som bildades 1911 i Paris av Gaston Gallimard som Les Éditions de la Nouvelle Revue Française. Förlaget är ett av Frankrikes största och äger ett flertal andra etiketter och tidigare fristående förlag. Företaget leds numera av Antoine Gallimard.
Bokförlaget har publicerat flera av Frankrikes (och världens) mest berömda författare, däribland Simone de Beauvoir, Albert Camus, Jean-Marie Gustave Le Clézio, Milan Kundera, Patrick Modiano, Marcel Proust och Jules Supervielle. Bokförlaget har beskrivits av The Guardian som att ha den bästa bibliografin i världen.